# Allermannsharnisch
Der Allermannsharnisch (Allium victorialis), auch Siegwurz-Lauch, Bergknoblauch, Sigmarslauch, Siegmarsmännlein, Siegwurz, Schlangenwurz genannt, ist eine Pflanzenart aus der Gattung Lauch (Allium) in der Unterfamilie der Lauchgewächse (Allioideae). Sie ist in den Hochgebirgen Eurasiens verbreitet.

## Beschreibung

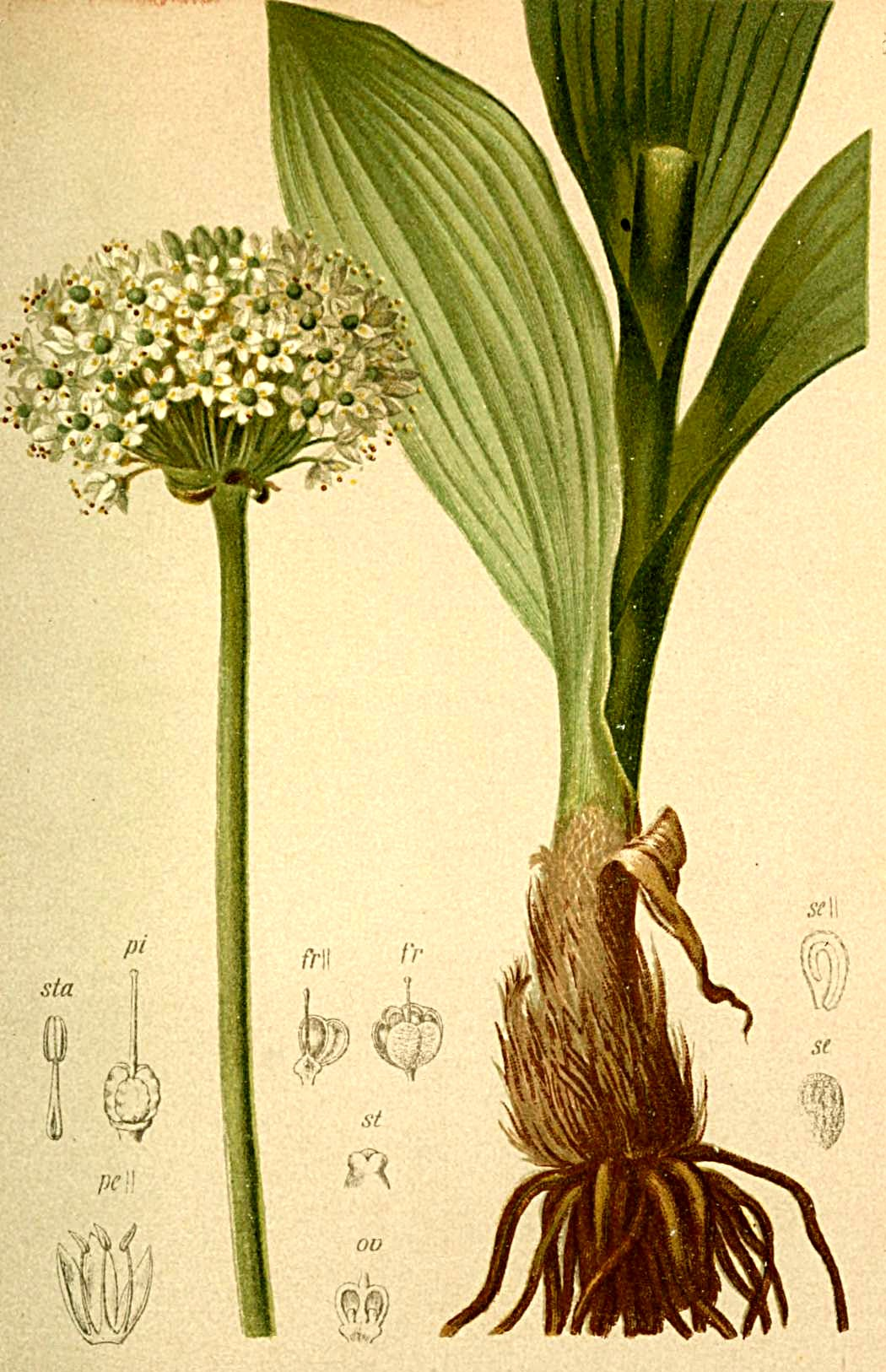
Illustration aus Atlas der Alpenflora

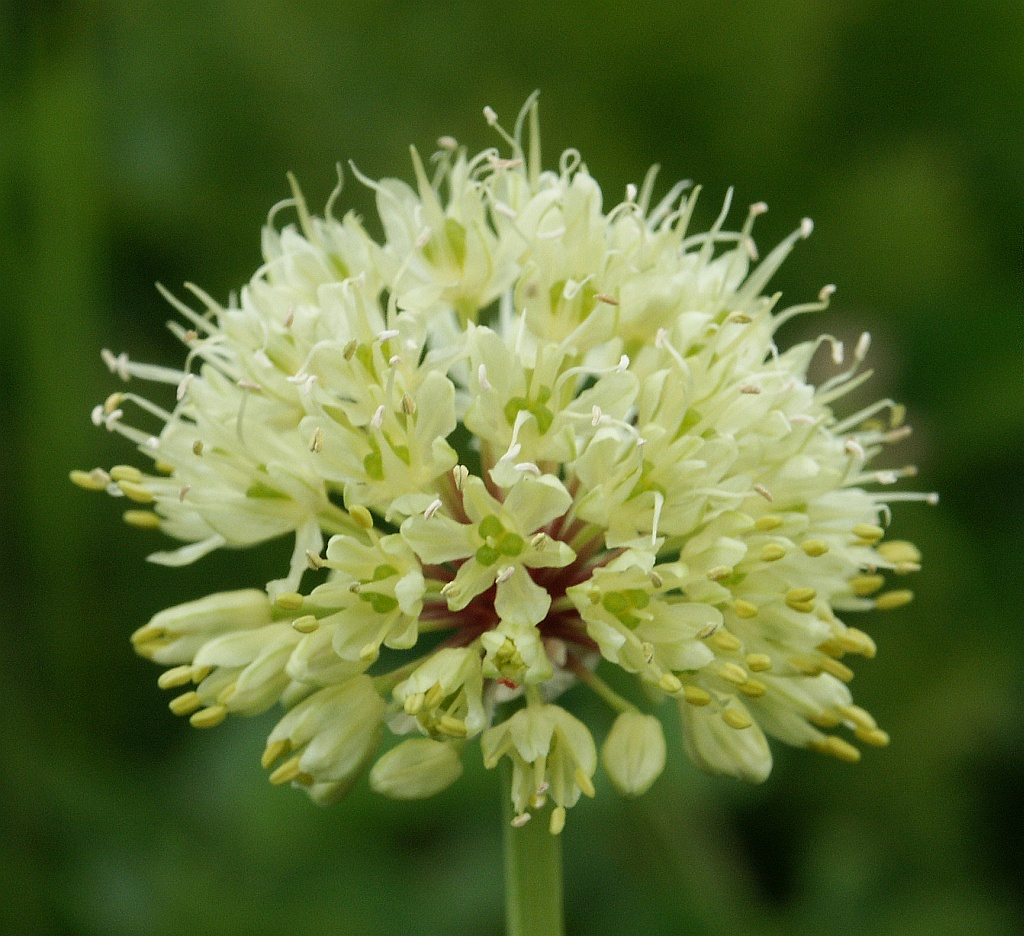
Blütenstand

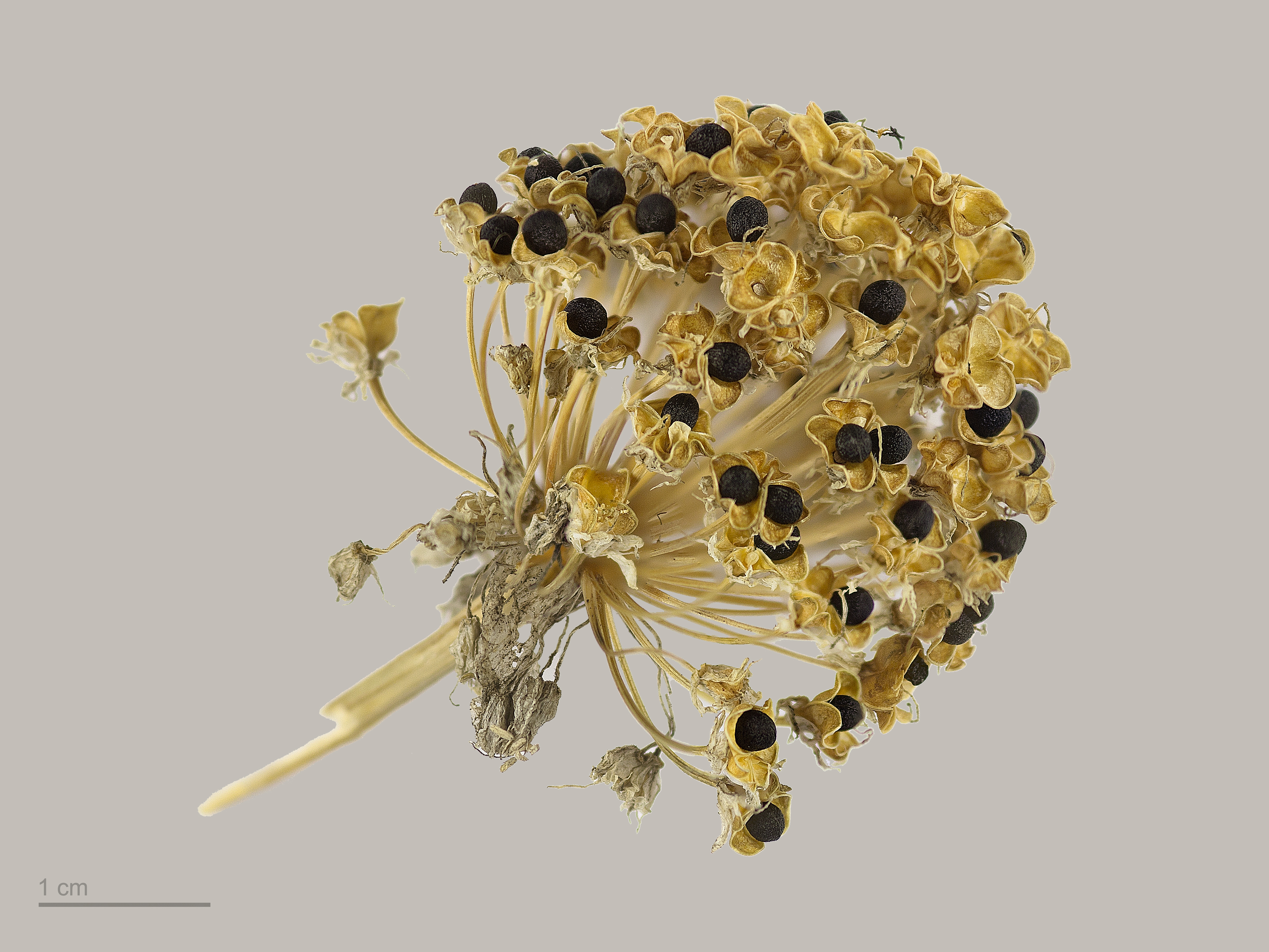
Fruchtstand mit reifen Kapselfrüchten

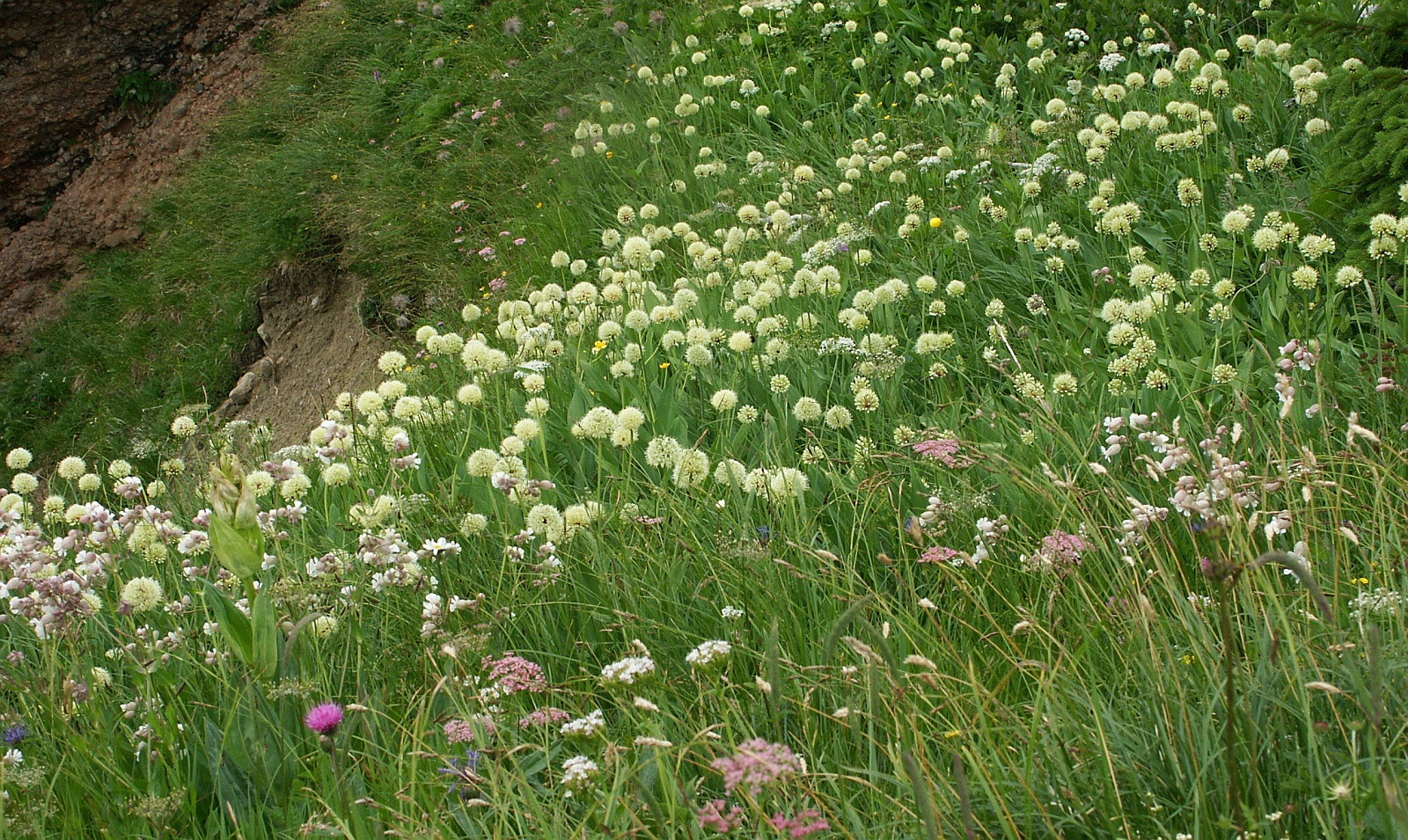
Bestand am Standort in den Allgäuer Alpen

### Vegetative Merkmale
Der Allermannsharnisch ist eine ausdauernde, krautige Pflanze, die Wuchshöhen von 30 bis 60 Zentimetern erreicht. Dieser (netzwurzelige Lauch) Geophyt hat eine schief aufsteigende, fast zylindrische Zwiebel mit netzigfaserig aufgelösten äußeren und fleischigen, knoblauchartig riechenden und schmeckenden inneren Zwiebelschalen.
Die Laubblätter sind in kurzen Blattstiel und eine Blattspreite gegliedert. Die einfache, ganzrandige Blattspreite ist bei einer Länge von 10 bis 20 Zentimetern sowie einer Breite von 3 bis 6 Zentimetern lanzettlich oder elliptisch.

### Generative Merkmale
Die Blütezeit reicht von Juni bis August. In dichten kugeligen, doldigen Blütenständen, ohne Brutzwiebeln, stehen die zahlreichen Blüten, sie werden von den Hochblättern nicht überragt. Die zwittrigen Blüten sind radiärsymmetrisch und dreizählig. Die gelblich-grünen bis weißen Perigonblätter sind etwa 5 Millimeter lang.
Die Kapselfrüchte enthalten meist sechs Samen.
Die Chromosomenzahl beträgt 2n = 16.

## Vorkommen
Der Allermannsharnisch ist in den Hochgebirgen Eurasiens von den Pyrenäen über die Alpen, den Kaukasus, den Ural und das Altaigebirge bis zu den bereits zu Nordamerika zählenden Aleuten verbreitet.
Die Standorte des Allermannsharnisch in Deutschland, Österreich und der Schweiz befinden sich in den Gebirgen auf grasigen und felsigen Hängen, Bergwiesen und Hochstaudenfluren in der (montanen bis) subalpinen bis alpinen Höhenstufe in Höhenlagen von 1000 bis 2600 Metern. Er ist in den Alpen eine Charakterart des Allietum victorialis aus dem Verband Adenostylion, im Schwarzwald und in den Vogesen ist er eine Charakterart des Sorbo-Calamagrostietum arundinaceae aus dem Verband Calamagrostion.
In den Allgäuer Alpen steigt er von 830 Metern zwischen Renksteg und Gerstruben bis in eine Höhenlage von etwa 2100 Metern auf.
Die ökologischen Zeigerwerte nach Landolt & al. 2010 sind in der Schweiz: Feuchtezahl F = 3+w (feucht aber mäßig wechselnd), Lichtzahl L = 4 (hell), Reaktionszahl R = 4 (neutral bis basisch), Temperaturzahl T = 2 (subalpin), Nährstoffzahl N = 3 (mäßig nährstoffarm bis mäßig nährstoffreich), Kontinentalitätszahl K = 3 (subozeanisch bis subkontinental).

## Heilwirkung
Für die innerliche Anwendung werden die Blätter des Allermannsharnisch in Weingeist angesetzt, um als vermeintliches Blutreinigungsmittel verwendet zu werden. Demnach soll die Droge im Frühjahr eingesetzt werden, um eine sogenannte Entschlackung der im Winter angesammelten Gifte zu bewirken. Untersuchungen zur tatsächlichen Wirksamkeit dieses Hausmittels liegen nicht vor.

## Verwendung
Stängel und Blätter sowie die Zwiebeln sind essbar.

## Trivialnamen
Weitere zum Teil auch nur regional gebräuchliche Bezeichnungen für den Allermannsharnisch sind oder waren: Allermannshaken (mittelhochdeutsch), Allermannsmännlich (mittelhochdeutsch), Allermannsheken (Rendsburger Apotheke), Allermannsharensch (Siebenbürgen), Aller Menschen Ärgernis, Allermannswurzel (St. Gallen), Almanachharnisch (Pinzgau), Alpenknoblauch, Alraun (Lungau), wilder Alraun (Schlesien), Bergalraun (Schlesien), Ereus, Erunsichwurz, Fähnle (Augsburg), Gloge, Glücksmännel (Riesengebirge), Hamkorn, Johanniswurz (Salzburg), wilder Knoblauch, Kurz und Lang, Mandelwurz (Lungau), Munhemmler (Uri), Neunhammerlin, Neunhäuterwurz (Lungau), Neunhemderwurz (Entlebuch), Neunhemmeler (Luzern), Nienhämmele (Oberer Wasgau), Nünhömmlern (Entlebuch, Bern), Oberharnisch (Schlesien), Schlangenkraut, Schlangenknoblauch, Siebenhämmerlein (Schlesien), Siebenhamkorn (Schlesien) und Siebenhemlern (Schweiz).

## Aberglaube
Die Zwiebel des Allermannsharnisch (auch Siegwurz, wilder Alraun) wurde als Schutz gegen Wunden, Unglücksfälle, Zauberei für Menschen und Tiere benutzt und von Marktschreiern oft in menschenähnliche Gestalt gebracht, bekleidet und zu hohen Preisen verkauft.
In seinem Kleinen Destillierbuch aus dem Jahre 1500 erwähnte Hieronymus Brunschwig erstmals den Allermannsharnisch und die Gewöhnliche Siegwurz.
Die Indische Narde verglich er mit dem Allermannsharnisch:
„ſpica nardi iſt ein blům oder gewechs in geſtalt der langen ſig wurtz von den latinſchen herba victorialis genant.“
Im Kapitel über Frauenhaarfarn schrieb er:
„Gegloubt würt von einfeltigen menſchen [ ...wenn sie Goldenes Frauenhaarmoos ] mit eins kruts wurtzeln von den latinſchen herba victorialis an dem hals tragen ſind in tütſchen zungen lang ſyg wurtz dz ſie nit wund werden vnd ir find überwynden ſint. Darumb ſigwurtz od aller man harnſch genant würt vmb dz ir wurtzel über zogen wie herlin in geſtalt des pantzers. Des geſtalt II ſind rund vnd lang. Rund in größ eins fingers. Offt beid in ſollicher maß gebrucht werden. …“
Otto Brunfels zitierte Brunschwigs Ausführungen in seinem deutschen Kräuterbuch.
Eine apotropäische Verwendung des Allermannsharnisch beschrieb Tabernaemontanus 1588 in seinem Kräuterbuch:
„Die ſiegwurtz wird also genent / dieweil die Bergknappen sich derſelbigen gebrauchen / die Geſpensſt vnd böſe Geiſter darmit zu vertreiben / von welchen ſie ſehr angefochten werden.“
Zu Zeiten des Dreißigjährigen Krieges wurde der Allermannsharnisch (wörtlich: ein Harnisch für jedermann) als Schutzmittel gegen Verwundungen empfohlen, wie Grimmelshausen in seinem Werk „Der Abentheuerliche Simplicissimus Teutsch“ berichtet, als der Protagonist als vermeintlicher Schweizer Arzt durch die Lande zieht:
„Sorgt aber nit! ’s braucht’r nix als diese Wurzel oder Kraut, den Allermannsharnisch. [...] geht auch kein Dega oder Kugel durch Euern Leib, wenn Ihr hinter einer alten Wand oder Mauer steht. Hab’s selbst probiert und dies einzige Stück ist das doppelt Geld wert.“